# Skin Deep - Il piacere è tutto mio
Skin Deep - Il piacere è tutto mio (Skin Deep) è un film del 1989 diretto da Blake Edwards.

## Trama
Zack, un giovane scrittore americano di successo che ha ricevuto il premio Pulitzer, da qualche tempo non riesce più a scrivere niente di buono e si dedica alle più svariate avventure galanti, nonostante ami sinceramente sua moglie Alex. Afferma, anzi, di desiderare tutte le belle donne e di essere incapace di un legame unico e profondo. Un giorno, tornando a casa all'improvviso, Alex trova il marito minacciato con la pistola da una delle sue amanti, che lo ha appena sorpreso fra le braccia della parrucchiera. Indignata, la moglie lo caccia subito di casa e dà il via alle pratiche per il divorzio. L'uomo, addolorato per la separazione, è depresso, beve molto e si affida inutilmente alle cure di uno psicanalista per guarire dal suo continuo desiderio di conquiste femminili. L'unica persona con cui può sfogarsi veramente confidandosi è il fedele amico Barney, proprietario di un bar. Intanto Zack continua ad avere relazioni con molte ragazze: la bionda Molly, che, delusa da lui inizia a odiarlo e gli procura un sacco di guai; una gigantesca culturista, Lonnie, con cui ha un'avventura volgarmente piccante; Amy, conosciuta per caso in un motel, mentre veniva piantata in asso dal suo uomo. Ma Zack, in fondo, è sempre insoddisfatto e desidererebbe tornare a vivere con Alex. Quando glielo chiede, lei rifiuta perché non può più fidarsi di lui. Sempre più spesso ubriaco, Zack finisce anche in carcere, e un amico avvocato deve accorrere in suo aiuto. Dopo qualche tempo, Alex sta per sposarsi con un altro, ma Zack la raggiunge e riesce a mandare a monte il matrimonio. Sarà Barney a spiegargli che l'origine di tutti i suoi guai è un'enorme paura della vita, che è anche la causa delle sue mille avventure. Lo psicanalista lo esorta ad aiutarsi da solo. Finalmente Zack riesce a cambiare modo di vivere e torna ad essere uno scrittore di successo. A Natale può dichiarare ad Alex che non beve più da tempo e si è mantenuto casto per 6 mesi. Infatti anche in quel momento resiste ad una grossa tentazione. È diventato monogamo, e Alex, che non ha mai cessato d'amarlo, lo riprende con sé.